# Piperacillin
Piperacillin er et bredspektret β-lactamantibiotikum i penicillingruppen. Det har som det eneste markedsførte penicillin virkning på bakterien Pseudomonas aeruginosa.
Mange bakterier er blevet resistente over piperacillin pga. udtrykkelse af enzymet penicillinase der deaktiverer piperacillin. Piperacillin kombineres derfor typisk med en penicillinasehæmmer som tazobactam.

## Anvendelse
Piperacillin anvendes til alvorlige infektioner som:
- Sepsis
- Lungebetændelse erhvervet på sygehus
- Intraabdominale infektioner, som peritonitis
- Bakterieinfektioner hos patienter med svækket immunforsvar (f.eks. efter kemoterapi)

## Præparater
Amoxicillin markedsføres i Danmark, kombineret med tazobactam, under navnene:
- Tazocin®
- Piperacillin/Tazobactam "Stragen"

Piperacillin absorberes ikke oralt og findes derfor kun som injektionsvæske.